# 中央军委机关事务管理总局服务局
中央军委机关事务管理总局服务局，位于北京市，是中央军委机关事务管理总局下属局，负责该总局的服务工作。

## 沿革
在深化国防和军队改革中，2016年1月组建中央军委机关事务管理总局。中央军委机关事务管理总局新设中央军委机关事务管理总局服务局。首任局长为王涛。

## 机构设置
- 接待处[3]

……

## 历任局长
| 中央军委机关事务管理总局服务局局长 1. 王涛（2016年—2016年） 2. 张守志（2016年—） | 中央军委机关事务管理总局服务局副局长 |